# Femi Kuti
Olufela Olufemi Anikulapo Kuti Embaixador(a) da boa vontade da UNICEF (16 de Junho de 1962) mais conhecido por Femi Kuti, é um músico nigeriano nascido em Londres e criado em Lagos. Ele é o filho mais velho do pioneiro do afrobeat, Fela Kuti e neto de Funmilayo Ransome Kuti, um militante político, ativista dos direitos das mulheres e tradicional aristocrata.
A carreira musical de Femi começou quando ele começou a tocar na banda de seu pai, o Egypt 80. Em 1986, Femi começou sua própria banda, Positive Force, e começou a se estabelecer como um artista independente do enorme legado de seu pai.
O primeiro disco de Kuti leva seu próprio nome e foi lançado em 1995 pela gravadora Tabu/Motown, seguido três anos mais tarde pelo álbum Shoki Shoki (MCA), que foi bastante aclamado pela crítica. Em 2001, ele teve a colaboração de Common, Mos Def e Jaguar Wright no álbum Fight to Win, um esforço para sua música chegar a um público mais amplo, e começou uma turnê dos Estados Unidos com Jane's Addiction. Em 2004, ele abriu o The Shrine, seu próprio clube, onde gravou o álbum Live at the Shrine. Depois de uma ausência de 4 anos devido a contratempos pessoais, ele re-emergiu em 2008 com Day by Day e Africa for Africa em 2010, pelo qual recebeu duas indicações ao Grammy. Em 2012, ele foi indicado ao Headies Hall of Fame (o mais prestigiado prêmio musical da Nigéria), também realizou o show de abertura na turnê européia da banda Red Hot Chili Peppers e tornou-se embaixador da Anistia Internacional. Ele continua expandindo a diversidade de sua arte em seu mais recente álbum No Place for My Dream (2013). Femi Kuti foi jurado da terceira temporada da série de TV nigeriana Nigerian Idol.

## Discografia

### Álbuns de estúdio
- Femi Kuti (1995, Tabu/Motown)
- Shoki Shoki (1998, Barclay/Polygram/Fontana MCA)
- Fight to Win (2001, Barclay/Polygram/Fontana MCA/Wraase)
- Day by Day (2008, Wrasse Records)
- Africa for Africa (2010/2011, Wrasse Records / Knitting Factory Records)
- No Place for My Dream (2013, Knitting Factory Records)

### Álbuns ao vivo
- Africa Shrine (2004, P-Vine)
- Live at the Shrine (Deluxe Edition DVD) + Africa Shrine (2005, Palm Pictures/Umvd)